# 绍莫吉包博德
绍莫吉包博德（匈牙利語：Somogybabod）是匈牙利绍莫吉州所辖的一个村。总面积10.58平方公里，总人口495，人口密度46.8人/平方公里（2011年1月1日）。